# Lake Thomas (Neuseeland)
Der Lake Thomas ist ein See im Southland District der Region Southland auf der Südinsel von Neuseeland.

## Geographie
Der Lake Thomas befindet sich rund 18 km ostsüdöstlich von Te Anau in einem Feuchtgebiet ohne nennenswerte Zuflüsse. Der See, der auf einer Höhe von ca. 485 m liegt, umfasst eine Fläche von rund 28,6 Hektar, bei einem Seeumfang von rund 2,45 km. Die Länge des Sees beträgt rund 820 m in Ost-West-Richtung und die Breite kommt auf rund 700 m in Nord-Süd-Richtung. Sein einziger Abfluss befindet sich an der westlichen Seite des Sees und entwässert ihn in Richtung des Lagoon Creek, der später in den Mararoa River mündet.